# Рыжикова, Анна Васильевна
Анна Васильевна Рыжикова (укр. Ганна Василівна Рижикова; род. 24 ноября 1989, Днепропетровск), урождённая Ярощук (укр. Ярощук) — украинская легкоатлетка, специализирующаяся в беге на 400 метров с барьерами. Также выступает в эстафете 4*400 метров. Бронзовый призёр чемпионата Европы 2012 года в беге на 400 метров с барьерами, а также чемпион Универсиады 2011 года и чемпионата Европы до 23 лет.

## Биография
В 2006 году Ярощук представляла Украину на Гимназиаде в беге на 200 метров. В 2007 году она установила личный рекорд — 24,58, а в составе юниорской сборной установила рекорд страны в своей возрастной группы в эстафете 4х100 метров, а также завоевала серебряную медаль на чемпионате Европы до 19 лет. В следующем году она поменяла специализацию и стала выступать в беге на 400 м с барьерами. В 2008 году на Чемпионате мира среди юниоров Анна заняла шестое место на дистанции 400 м с барьерами с результатом 58.43, а в эстафете 4х400 метров сборная команды Украины в составе Анны заняли второе место установив рекорд Украины среди юниоров (до 19 лет).
На чемпионате Европы 2009 года до 23 лет она заняла восьмое место в беге с барьерами, а в составе эстафеты — четвёртое. На чемпионате Украины 2010 года она ещё улучшила свой рекорд до 55,60. Это достижение позволили ей участвовать на чемпионате Европы 2010 года, где она дошла до полуфинала. В 2011 году на чемпионате Европы среди молодёжи Анна завоевала золотую медаль в беге на 400 м с барьерами 54.77 , а в эстафете 4 по 400 завоевала серебро. В этом же году Анна выигрывает Всемирную Универсиаду в Шэньчжэне на дистанции 400 м с барьерами 55.14 и занимает пятое место на Чемпионате мира в Тэгу в эстафете 4х400 метров.
На чемпионате Европы 2012 года в Хельсинки Анна завоевала бронзовую медаль на дистанции 400 м с барьерами и установила личный рекорд 54.35.
На Олимпийских играх 2012 года в Лондоне она заняла третье место в эстафетном беге 4х400 м.
На командном чемпионате Европы 2013 года в Гейтсхед она заняла второе место на 400 м с барьерами.
На чемпионате мира 2013 года она заняла шестое место в беге на 400 м с барьерами.
На командном чемпионате Европы 2014 года в Брауншвейге она заняла первое место на 400 м с барьерами и в эстафете 4х400 метров.
На чемпионате Европы 2014 года в Цюрихе Анна завоевала серебряную медаль в эстафете 4х400 метров.
На чемпионате Европы 2022 года по лёгкой атлетике Анна Рыжикова завоевала бронзовую медаль, преодолев 400 метров с барьерами за 54,86 секунды.

## Награды
- Орден княгини Ольги II степени (15 июля 2019 года) — за достижение высоких спортивных результатов на II Европейских играх в г.Минске (Республика Беларусь), проявленные самоотверженность и волю к победе[3].
- Орден княгини Ольги III степени (25 июля 2013 года) — за достижение высоких спортивных результатов на XXVII Всемирной летней Универсиаде в Казани, проявленную самоотверженность и волю к победе, повышение международного авторитета Украины[4].